# Siagonyx
Siagonyx is een geslacht van kevers uit de familie van de loopkevers (Carabidae). De wetenschappelijke naam van het geslacht is voor het eerst geldig gepubliceerd in 1873 door MacLeay.

## Soorten
Het geslacht Siagonyx omvat de volgende soorten:
- Siagonyx amplipennis Macleay, 1871
- Siagonyx blackburni Sloane, 1916
- Siagonyx mastersii Macleay, 1871